# 没有墓碑的草原
《没有墓碑的草原：内蒙古文化大革命大屠杀实录》（日语：墓標なき草原：内モンゴルにおける文化大革命・虐殺の記録），杨海英著，记录了晚清以来尤其是中国大陆文化大革命时期，蒙古民族遭受迫害甚至屠殺的历史。该书于2009年由日本岩波书店出版，2010年获司马辽太郎奖，中译本于2014年由八旗文化出版，刘英伯、刘燕子父女翻译，王力雄作序。

## 内容
书中一部分内容来自调查采访，一部分内容来自史料。全书上下册共有14章，各以一位蒙古人在文革时期的经历为线索。:208,209

## 评论
- 王力雄序《所有汉人都该读的书》：蒙古人的苦難不僅來自專制政權，也来自大量普通漢人。“希望楊海英教授的書能讓漢人看到自身的歷史責任，進而思考自身的未來責任。”
- 自由亚洲电台记者吴亦桐：“在中国的主流宏大叙事中，杨海英笔下的蒙古文革屠杀史并不被当局见容、甚至也是很多汉人主动集体失忆的历史。但杨海英不会失忆，就如诺贝尔文学奖得主威塞尔的《夜》记录纳粹屠杀犹太人历史一样，少年的眼睛看到了残忍的极限，当他们长大时，为了阻止死去的人再度死去而作证。”[4]
- 香港教育專業人員協會理事陈国权：“笔者建议港独人士细读这本书，不仅要在汉族本位立场反思「（香港）民族问题」，更必须从历史认知上加深对中国共产党「民族政策」的了解、以及其毫不手软和赶尽杀绝的斗争本质，从而在探讨香港政治前途的选项时，有较务实和理性的基础。 ”[5]

## 翻译版本
- 楊海英. . 由刘英伯; 刘燕子翻译. 八旗文化. 2014-11. ISBN 9789865842406 （中文（繁體））.
- 楊海英. . 由Пүрэвжаргал, Энхбаярын翻译. Монсудар. 2017-12-19. ISBN 9789997315120 （蒙古语）.